# جون د. أندرسون
جون د. أندرسون (بالإنجليزية: John D. Anderson)‏ هو مهندس فضاء جوي ومهندس أمريكي، ولد في 1 أكتوبر 1937 في لانكستر في الولايات المتحدة.